# 글린 터먼

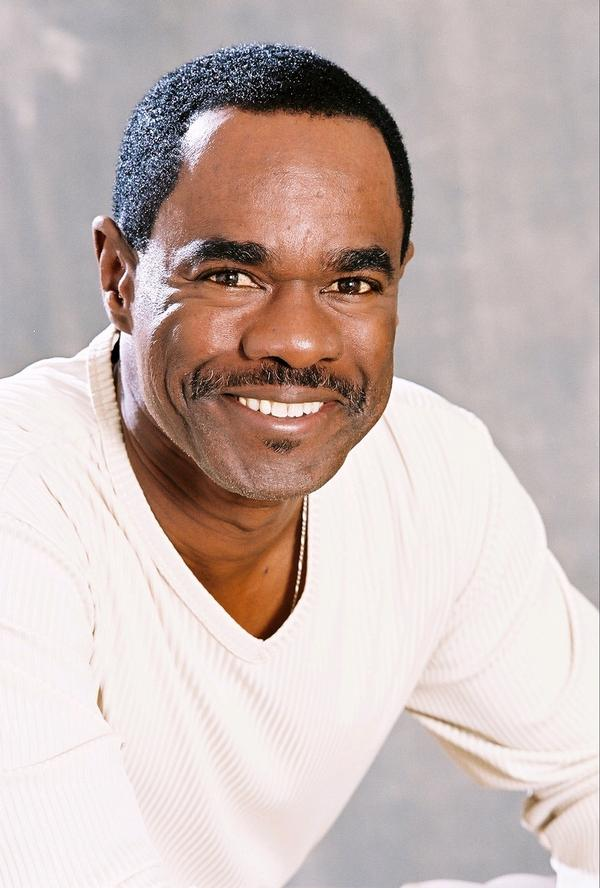

글린 터먼(Glynn Turman, 1947년 1월 31일 ~ )은 미국의 배우, 감독, 각본가, 제작자이다. HBO 드라마 《인 트리트먼트》(2008-09) 출연으로 2008년 제60회 프라임타임 에미상 드라마 시리즈 부문 게스트 남우상을 수상하였다.
뉴욕에서 태어났다.

## 출연 작품

### 영화
- A.W.O.L. (1972)
- 토마신 & 부시로드 (1974) - 조모 역
- Cooley High (1975)
- 그렘린 (1984) - 로이 핸슨 역
- 런어웨이 (1986, Out of Bounds)
- 딥 커버 (1992)
- The Inkwell (1994)
- 서브터퓨즈 (1996)
- 레게 파티 (1998)
- 힙합 쿠테타 (1999)
- 비지트 (2000, The Visit)
- 맨 오브 오너 (2000) - 플로이드 역
- 사하라 (2005) - 프랭크 역
- City Teacher (2007)
- Kings of the Evening (2008) - 클래런스 브라운 역
- 테이커스 (2010) - 덩컨 역
- 버레스크 (2010)
- 슈퍼 에이트 (2011) - 닥터 우드워드 역
- The Obama Effect (2012)
- 존은 끝에 가서 죽는다 (2012) - 형사 역
- 다코타 썸머 (2014, Dakota's Summer)
- 범블비 (2018) - 훼일런 장군 역
- Justine (2019)
- Sextuplets (2019)
- 마 레이니, 그녀가 블루스 (2020) - 털리도 역
- 더 웨이 백 (2020)
- 에이티 포 브래디 (2023)

### 텔레비전
- 페이튼 플레이스 (1968-69)
- 밀레니엄 (1997)
- 더 와이어 (2004-08)
- 인 트리트먼트 (2008-09)
- 디펜더스: 유쾌한 변호사들 (2010-11) - 밥 오언스 판사 역
- 하우스 오브 라이즈 (2012-16) - 제러마이아 칸 역
- 크리미널 마인드 (2013)
- 파고 (2020)